# Beck – Den japanska shungamålningen
Beck – Den japanska shungamålningen är en svensk film från 2007. Detta är den femte filmen i den tredje omgången med Peter Haber och Mikael Persbrandt i huvudrollerna. Kända skådespelare förutom de som tidigare medverkat i serien är Jan Malmsjö, Philip Zandén, Hans V. Engström och Peder Lamm. Inspelningen ägde bland annat rum på Grand Hôtel, Bukowskis och Häringe slott.

## Handling
Efter att en kvinna köpt en japansk shungamålning på auktion och senare hittas mördad på ett hotell i Stockholm leder polisens utredning till en konstvärld med förfalskningar och mord. Martin Beck får hjälp av Hans Sperling, en tysk konstintresserad polis och vän.

## Rollista
- Peter Haber – Martin Beck
- Mikael Persbrandt – Gunvald Larsson
- Stina Rautelin – Lena Klingström
- Marie Göranzon – Margareta Oberg
- Ing-Marie Carlsson – Bodil Lettermark
- Måns Nathanaelson – Oskar Bergman
- Ingvar Hirdwall – Valdemar, grannen
- Dieter Pfaff – kommissarie Sperling
- Jan Malmsjö – Ernst Levendahl
- Philip Zandén – Malte Beverin
- Hans V. Engström – Jovan Andrecz
- Ingrid Luterkort – Gila Andrecz
- Dan Bratt – Jan Forsgren
- Katarina Lundgren-Hugg – Marie Lisowska
- Susanne Barklund – Sofie Egermark
- Sara Key – konstexperten
- Jeff Ranara – Sun
- Yohanna Idha – Nettan Nyrén
- Valerio Amico – Peve Anrell
- Peder Lamm – auktionisten
- Odile Nunes – hotellansvarig
- Fredrik Ljungestig – hotellnisse
- Helen Halmell – portiern
- Niki Nordenskjöld – köksa